# Restio paniculatus
Restio paniculatus är en gräsväxtart som beskrevs av Christen Friis Rottbøll. Restio paniculatus ingår i släktet Restio och familjen Restionaceae. Inga underarter finns listade i Catalogue of Life.